# Holograf
Holograf este o formație românească de muzică rock înființată la București în 1977, de muzicianul Mihai Pocorschi. Holograf este printre cele mai de succes trupe din România, fiecare dintre albumele lor conținând câteva cântece care au ajuns hit-uri în România. Formația este în continuare foarte activă și realizează turnee lungi, cu concerte foarte bine primite de public.
În anii 1990 trupa și-a schimbat stilul într-un rock modern.
Printre cele mai cunoscute hituri realizate de Holograf sunt „Umbre pe cer”, „Singur pe drum”, „Ochii tăi”, „Banii vorbesc”, „Dincolo de nori”, „Ți-am dat un inel”, „Undeva departe”, „Să nu-mi iei niciodată dragostea”, „Vine o zi...”, „Viața are gust”, „Dragostea mea”, „Cât de departe”.
În ciuda unor zvonuri care afirmau că Holograf s-ar fi despărțit în 2015, conform propriului lor site web, formația a concertat în Piatra Neamț în 12 mai 2015, la Sala Polivalentă. Dan Bittman își urmează în continuare cariera solo, cu noi piese, una dintre ele fiind „Și îngerii au demonii lor”, dar asta nu are nimic de-a face cu activitatea în cadrul grupului din care face parte începând cu anul 1985.

## Membri

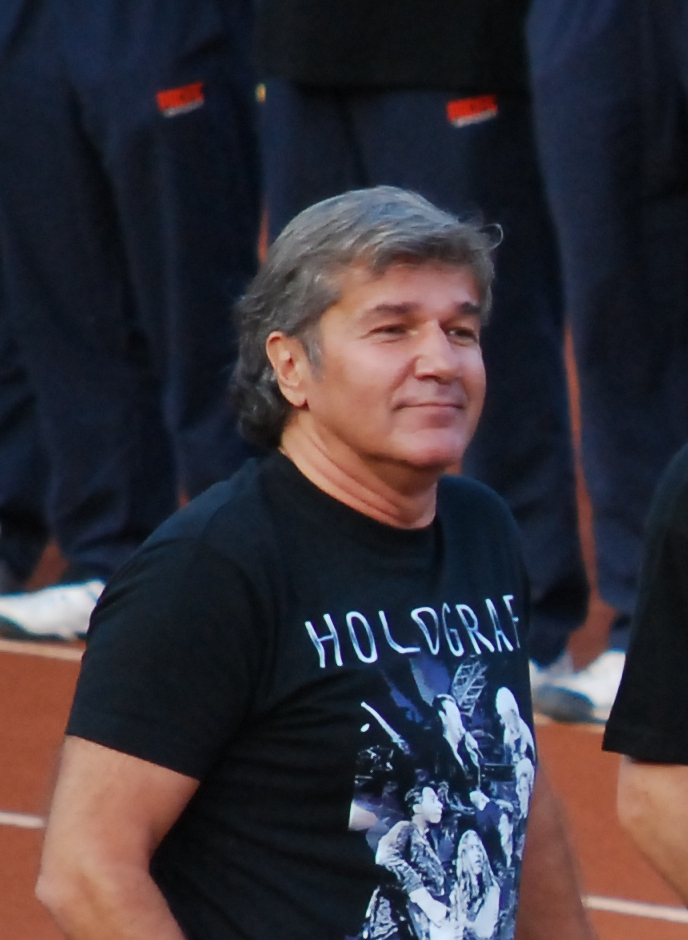
Dan Bittman (2009)

Nuțu Olteanu (1990)

În formația Holograf au activat, de-a lungul timpului, peste 20 de muzicieni:
- Mihai Pocorschi – chitară, solist vocal (1977–1986)
- Ștefan Rădescu – solist vocal (1977–1982)
- Eugen Sonia – bas (1977–1981)
- Cristian Lesciuc – chitară (1977–1978)
- Dan Ionescu – chitară (1977–1978)
- Lucian Rusu – baterie (1977)
- Ionel (Boris) Petrov – baterie (1977–1978)
- Emilian (Edi) Petroșel – baterie, voce (1978–prezent)
- Cornel Stănescu – chitară, voce (1978–1982)
- Antoniu (Tino) Furtună – claviaturi, pian, voce (1978–prezent)
- George (Gică) Petrineanu – bas (1981–1982, 1984)
- Nikos Temistocle – bas (1983–1984)
- Sorin Ciobanu – chitară (1983–1984)
- Gabriel Cotabiță – solist vocal (1983–1985)
- Mihai (Marty) Popescu – bas (1984–1987)
- Dan Bittman – solist vocal (1985–prezent)
- Ion (Nuțu) Olteanu – chitară, voce (1986–1990)
- Iulian (Mugurel) Vrabete – bas, voce (1987–prezent)
- Florin Ochescu – chitară (1990–1993)
- Romeo Dediu – chitară, voce (1993–prezent)
- Marius Bațu – chitară acustică, voce (colaborator 1996–prezent)
- Emil Soumah – percuție, muzicuță (colaborator 2000–prezent)
- Mihai Coman – claviaturi, chitară, voce, sunet (colaborator 2001–2017)

## Discografie
Discografia formației Holograf cuprinde aproape 30 de materiale audio și video, lansate de-a lungul celor peste patru decenii și jumătate de existență a grupului. Holograf a debutat discografic în anul 1979, cu piesa „Lungul drum al zilei către noapte” (solist vocal Ștefan Rădescu), inclusă pe albumul colectiv Formații de muzică pop 3 din cadrul seriei Formații rock, editată de casa de discuri Electrecord. Primul album integral semnat Holograf a apărut în 1983, avându-l ca solist vocal pe Gabriel Cotabiță. După ce Dan Bittman a preluat rolul de vocalist în Holograf în 1985, au urmat alte 11 albume de studio, cel mai recent, intitulat Life Line, fiind lansat în noiembrie 2015. În 1990 a apărut singurul maxi-single al formației, ce include patru piese. Un alt maxi-single a fost lansat de Dan Bittman (ca disc solo) în 1994, anul în care solistul de la Holograf a reprezentat România în cadrul concursului Eurovision. Discografia Holograf este completată de două albume înregistrate acustic în concert (69% Unplugged – Live și Patria Unplugged), un disc promoțional din concert (Live – Vinarte), câteva compilații (cu o parte din piese reînregistrate special pentru apariția acestor discuri „best of”) și cinci materiale video, filmate în concert (patru din ele editate pe DVD).

### Albume de studio
- Holograf 1 (LP, Electrecord, 1983)
- Holograf 2 (LP/MC, Electrecord, 1987)
- Holograf III (LP/MC, Electrecord, 1988)
- Banii vorbesc (LP/MC, Electrecord, 1991)
- World Full of Lies (CD, Capitan Records Company, 1993; reeditat în 2013)
- Stai în poala mea (LP/CD/MC, Electrecord, 1995)
- Supersonic (CD/MC, MediaPro Music, 1998; reeditat în 2000)
- Holografica (CD/MC, MediaPro Music, 2000; reeditat în 2019 pe vinil)
- Pur și simplu (CD/MC, Holograf Production & Roton, 2003; reeditat în 2013)
- Taina (CD/MC, Holograf Production & Roton, 2006; reeditat în 2013)
- Love Affair (CD, MediaPro Music, 2012)
- Life Line (CD/LP, MediaPro Music & Universal Music România, 2015)

### Albume din concert
- 69% Unplugged – Live (CD/MC, Zone Records, 1996; reeditat în 1997 și 2001)
- Live – Vinarte (CD promo, Holograf Production & Vinarte, 2005)
- Patria Unplugged (CD, MediaPro Music, 2011)

### Single-uri și maxi-single-uri
- Holograf Patru (sau Holograf 4) (maxi-single, Electrecord, 1990)
- World Full of Lies (single, Electrecord, 1991)
- Viața are gust (single promo, MediaPro Music & Coca-Cola, 2001)
- Pierd înălțimea din ochii tăi (single, MediaPro Music, 2019)
- N-ai de ce să pleci (single, MediaPro Music, 2020)
- Cum bate inima ta (single, MediaPro Music, 2021)

### Compilații
- Undeva departe (CD/MC, MediaPro Music, 1999; reeditat în 2000)
- Best of Holograf – Dimineață în altă viață (CD/MC, MediaPro Music, 2002)
- Balade (CD promo, Roton & City Park, 2008)
- Primăvara începe cu tine (CD, MediaPro Music, 2009)
- Muzică de colecție, Vol. 104 (2xCD, Jurnalul Național, 2009)
- Fericirea începe acasă! (CD promo, MediaPro Music & Millennium Bank, 2010)

### Albume video
- O noapte cu Holograf (DVD, Holograf Production, 2004; reeditat în 2013)
- Pur și simplu (DVD, Holograf Production, 2004)
- Concert Taina (DVD, Holograf Production & Roton, 2009)
- Patria Unplugged (DVD, MediaPro Music, 2011)
- Vedere de la Costinești (YouTube/DVD needitat oficial, 2017)

### Alte apariții
- Formații de muzică pop 3 (LP, Electrecord, 1979) – album colectiv, piesa „Lungul drum al zilei către noapte”
- Dincolo de nori (maxi-single, Metro Records România, 1994) – apărut ca material solo Dan Bittman
- Timpul chitarelor (DVD, TVR Media, 2009) – album video, filmarea piesei „Cu fiecare clipă” (Hotelul Forum din Costinești, 1987)
- Carmen Olaru – Holograf: Să nu-mi iei niciodată dragostea... (carte biografică, Editura Nemira, 2002)